# Église du Kram
L'église du Kram, située dans la ville du Kram en Tunisie, est une église catholique construite en 1903 à l'époque du protectorat français. Cédée au gouvernement tunisien en 1964, elle abrite désormais un centre culturel.

## Premiers édifices
À la fin du XIXe siècle, la population chrétienne du Kram se concentre dans un hôpital militaire constitué de 32 baraques en bois ayant chacune une rangée de vingt lits. Le soutien spirituel des malades est assuré par des aumôniers militaires et dix religieuses appartenant à la congrégation des Sœurs de Saint-Joseph-de-l'Apparition. La ville relève alors de la paroisse de La Goulette.
Une première chapelle est bénie en juillet 1894 par l'abbé Leynaud. Ce n'est qu'une simple chambre louée 230 francs par an à un certain M. Cubasol.

## Historique de l'église pendant le protectorat

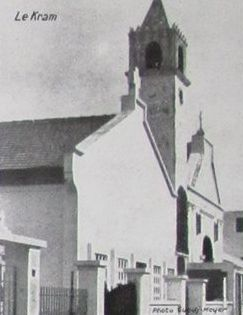
Vue de l'église vers 1954.

La construction de nombreuses villas occupées pendant l'été rend nécessaire la construction d'un lieu de culte permanent. L'église est construite en 1903 et bénie par le curé de La Goulette, l'abbé Saliba.
Le 20 octobre 1915, on juge que le nombre de paroissiens est suffisant pour que Le Kram devienne une paroisse à part entière. Mais les fortes variations de la population entre l'hiver et l'été ne facilitent pas les animations religieuses que les curés tentent de mettre en place. En 1916, on doit faire appel à deux prêtres soldats pour assurer les offices.
En 1917, les fidèles du Kram montrent toutefois leur attachement à l'église en finançant l'achat d'un autel de marbre. Même les habitants de la ville voisine de Khereddine, dépourvue de lieu de culte, ont participé à son financement, laissant entendre qu'ils viennent régulièrement assister aux offices.
La population chrétienne de la ville augmente régulièrement puisqu'elle atteint 1 950 personnes en 1942. Une bibliothèque est ouverte et de nombreuses activités ouvertes à tous sont proposées : soins à domicile, cours de solfège ou de sténo-dactylo, théâtre, cinéma, etc.
Contrairement à d'autres paroisses où les antagonismes entre Français et Italiens sont exacerbés, la cohabitation se passe très bien au Kram. En 1925, l'église est ornée d'une statue de Notre-Dame de Trapani offerte par un ancien combattant italien qui réalise ainsi le vœu qu'il avait fait s'il sortait vivant de la Première Guerre mondiale.
Le 17 juin 1928, toute la population, notables compris, est réunie pour accueillir l'arrivée de trois cloches venues de Châlette-sur-Loing. Après avoir été bénies, elles sont mises en place dans le clocher.
|      | Baptêmes | Mariages | Sépultures |
| ---- | -------- | -------- | ---------- |
| 1930 | 58       | 8        | 15         |
| 1940 | 51       | 17       | 18         |
| 1950 | 123      | 24       | 39         |
| 1960 | 23       | 2        | 16         |

## Bâtiment après l'indépendance
Beaucoup de familles de militaires habitent au Kram. Dès la signature des conventions d'autonomie interne en 1954, ils commencent à quitter la ville. L'indépendance de la Tunisie en 1956 accélère le mouvement.
Le modus vivendi signé entre le gouvernement tunisien et le Vatican le 10 juillet 1964 prend acte de cette disparition de la communauté chrétienne. Le bâtiment est cédé gratuitement avec l'assurance qu'il ne sera utilisé qu'à des fins d'intérêt public compatibles avec son ancienne destination. La paroisse est à nouveau rattachée à La Goulette où les offices sont toujours assurés.
L'église du Kram abrite désormais un centre culturel.

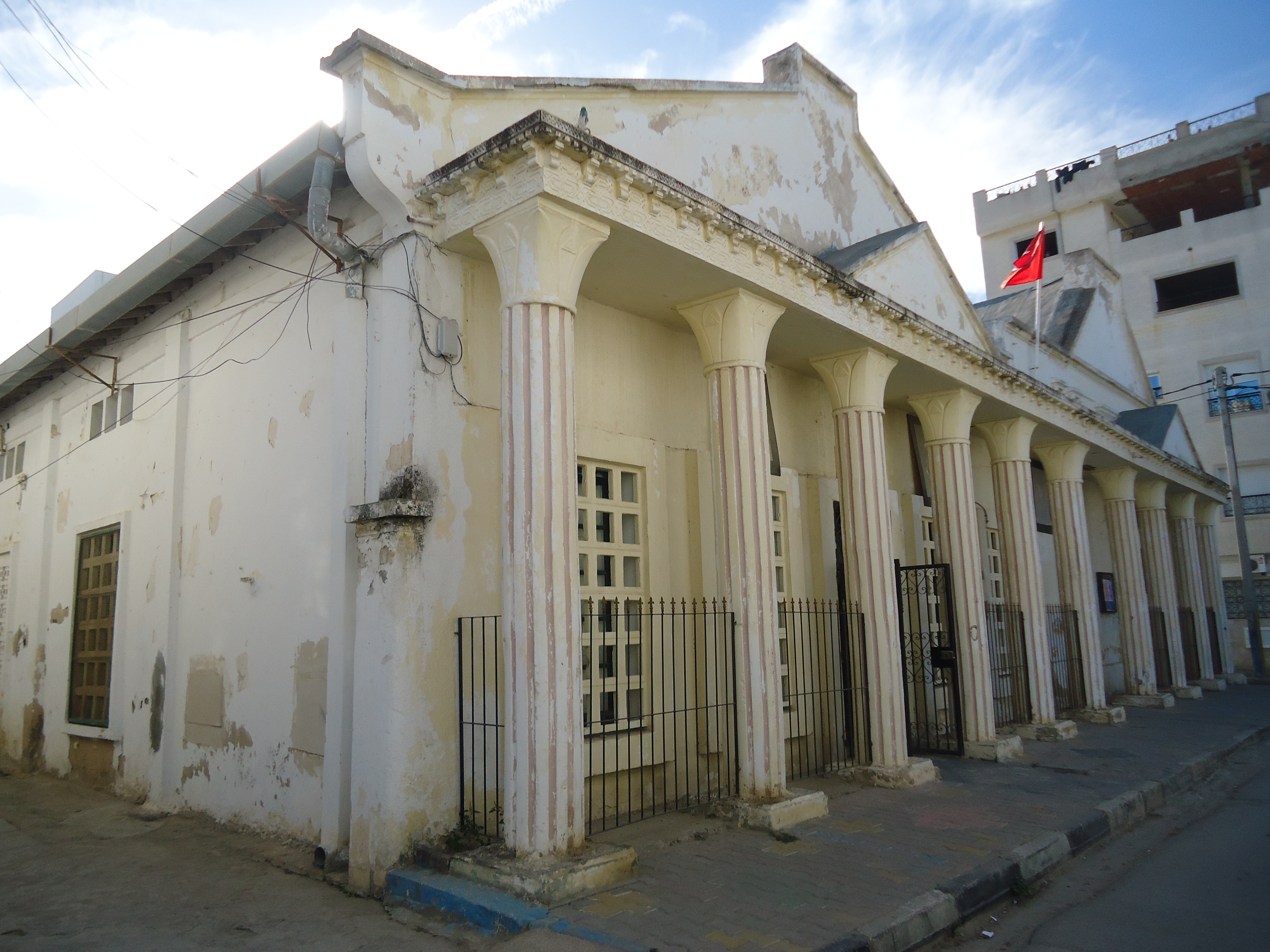
Façade nord.
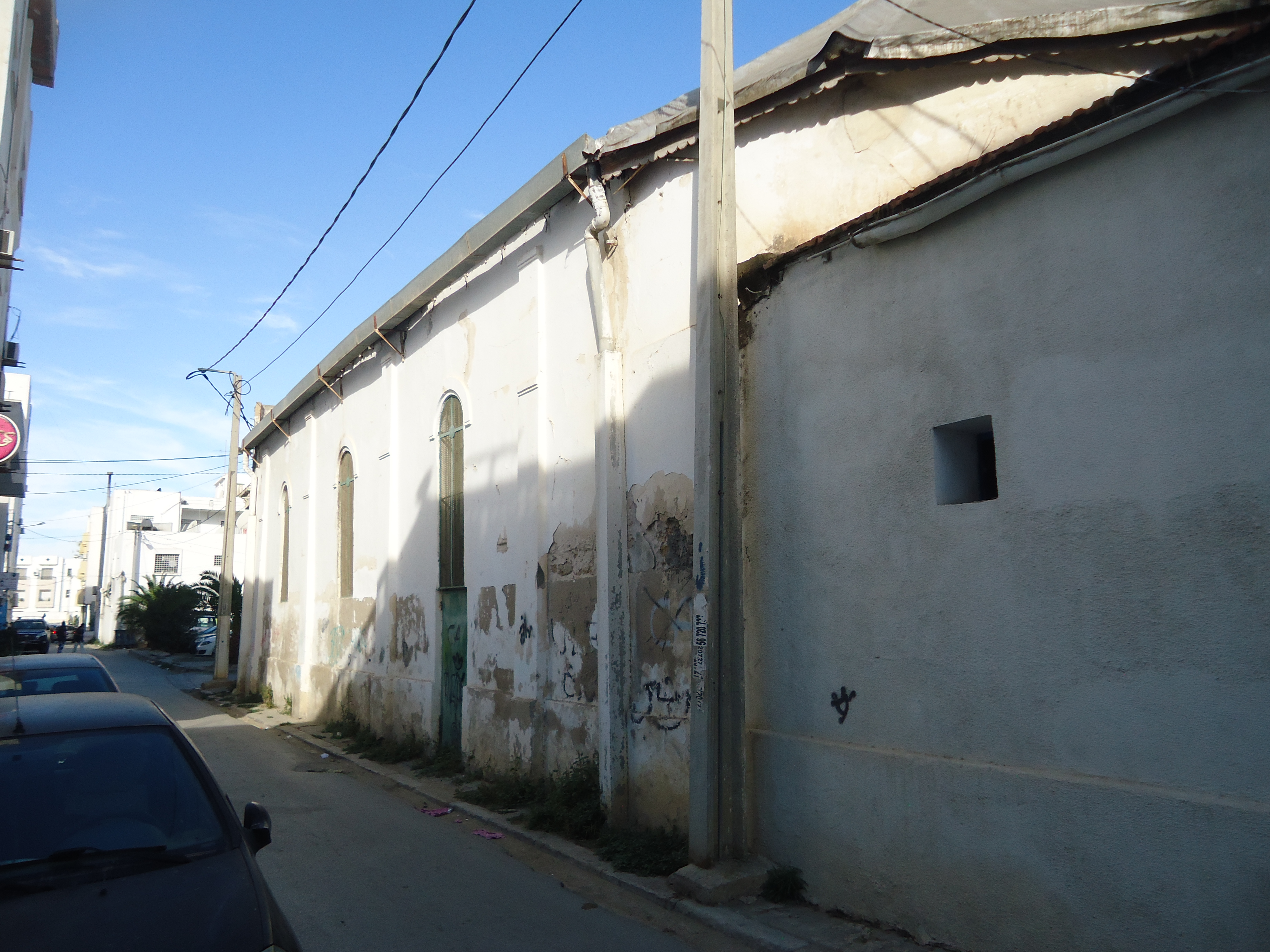
Façade sud.
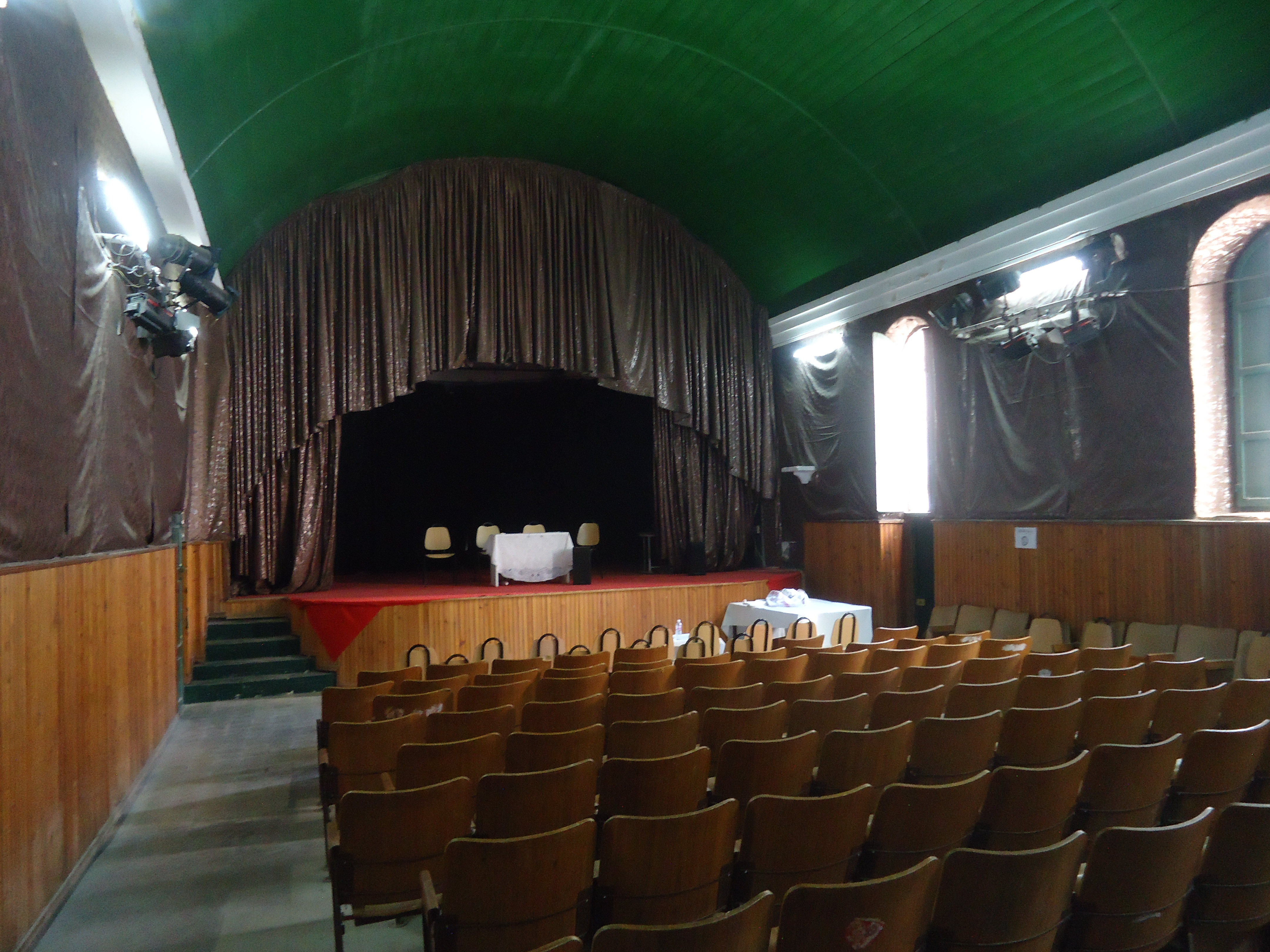
Intérieur côté autel.
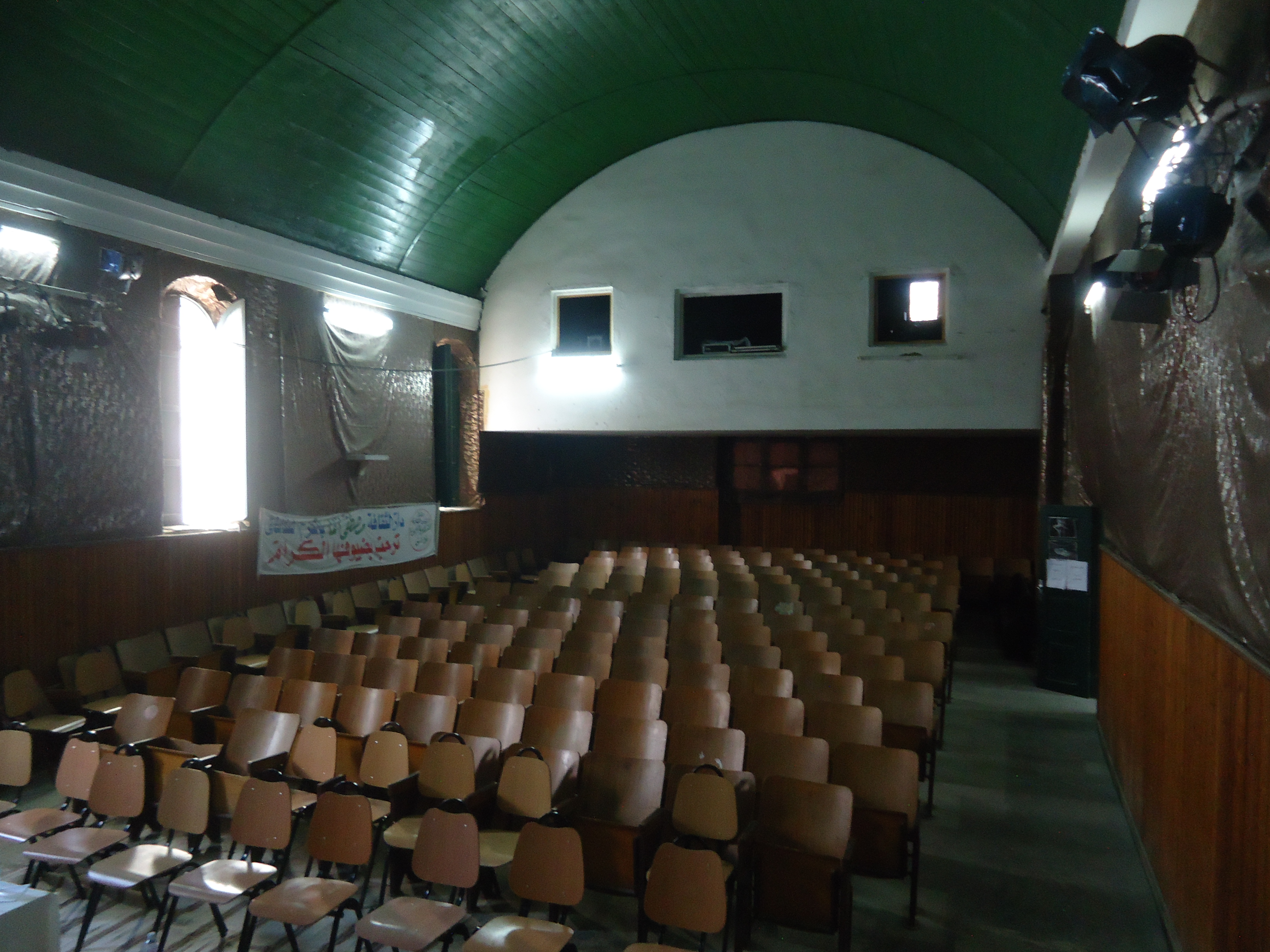
Intérieur côté nef.
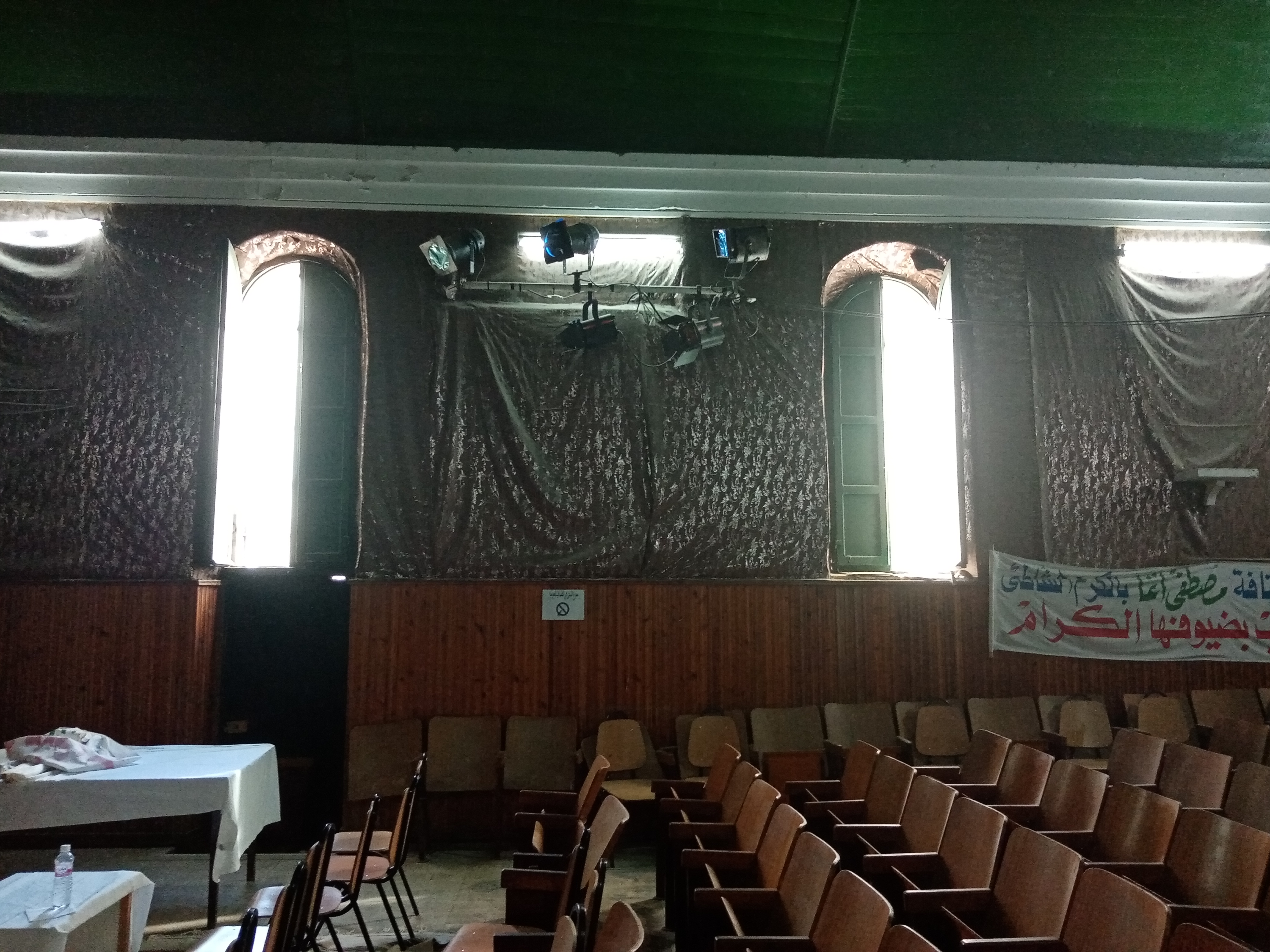
Intérieur côté vitraux.

## Prélats responsables de la paroisse
- Monseigneur Guyot (1924-1931) ;
- Abbé Taulier (1934-1942) ;
- Abbé Krebs (1947-1952).